# Ichijō Norisuke
Ichijō Norisuke (一条教輔, [[[1633]] - 1707] Erro: {{japonês}}: texto da transliteração contém caractere não latino (pos 19) (ajuda)) , foi um nobre do início do Período Edo da História do Japão . Foi o décimo-quarto líder do Ramo Ichijō do Clã Fujiwara .
Norisuke foi filho mais velho de Ichijō Akiyoshi . Sua esposa era uma das filhas de Ikeda Mitsumasa , proprietário do Domínio de Okayama na Província de Bizen, e filha adotiva de shogun Tokugawa Iemitsu , e com ela teve como filho Kaneteru . 
Norisuke ingressou na corte em 1644 aos 11 anos indo servir no Konoefu (Quartel da Guarda do Palácio). Ao contrário de seu pai ou de seu filho Kaneteru, não ocupou o cargo regente, mas serviu como Naidaijin (1651-1655) e Udaijin (1655-1660) .
O inicio do mandato de Naidaijin coincidiu com a posse de Tokugawa Ietsuna como quarto shōgun do Shogunato Tokugawa, tanto que ele participou da posse deste na qualidade de representante da Corte 
| Precedido por Ichijō Akiyoshi  | -- 14º Líder dos Ichijō Fujiwara 1672-1700 | Sucedido por Ichijō Kaneteru   |
| Precedido por Saionji Saneharu | Udaijin 1655-1660                          | Sucedido por Tokudaiji Kinnobu |
| Precedido por Saionji Saneharu | Naidaijin 1651-1655                        | Sucedido por Tokudaiji Kinnobu |